# Aphis funitecta
Aphis funitecta är en insektsart som först beskrevs av Carl Julius Bernhard Börner 1950.  Aphis funitecta ingår i släktet Aphis och familjen långrörsbladlöss. Inga underarter finns listade i Catalogue of Life.